# Bernhard von Kamenz
Bernhard III. von Kamenz (* um 1230; † 12. Oktober 1296 in Meißen) war von 1293 bis zu seinem Tod Bischof von Meißen.

## Herkunft und Vorleben
Die große Herrschaft Kamenz in der westlichen Oberlausitz war nach dem Tod Bernhards II. von Vesta, der sich nach seinem neuen Besitztum von Kamenz nannte, an seine drei Söhne Witego, Bernhard und Bernhard gefallen. Diese gründeten 1248 zusammen mit ihrer Mutter Mabilia das Zisterzienserinnenkloster St. Marienstern und statteten es reich mit Grundbesitz aus. Von den drei Brüdern hatte der ältere Bernhard (III.) die Klosterstiftung ganz besonders betrieben, und all sein ererbtes Gut, bewegliches und unbewegliches, dem Kloster geschenkt. Er blieb bis zu seinem Tod dessen umsichtiger Berater und Schützer, so dass er schon wenige Jahre nach der Gründung mit Recht als der eigentliche Stifter von Marienstern bezeichnet wurde.
Bernhards Klosterstiftung ist auch das Thema einer alten Sage: Danach wurde Bernhard III. bei einer lebensbedrohlichen Situation im Moor von der Jungfrau Maria durch das Zeichen eines Sternes, der ihm den Weg wies, gerettet. Zum Dank ließ er an dieser Stelle das Kloster Marienstern errichten.
Für Marienstern hat Bernhard III. von Kamenz einen großen geistlichen Schatz an Reliquien erworben. Kostbarstes Geschenk war ein Splitter vom Kreuz Christi, den er in Italien mit einem zugehörigen im 11. Jahrhundert in Byzanz geschaffenen Klappaltar erwarb. Auch die im Kloster aufbewahrten Schädelreliquien Johannes des Täufers und des heiligen Jakobus stammen vom Italienaufenthalt des Stifters.
Bernhard trat später selbst in den geistlichen Stand, studierte in Italien und wurde 1268 Dekan und 1276 Propst des Domstifts Meißen. Indessen hielt er sich nur selten in Meißen auf, sondern lebte mindestens seit 1279 als Kanzler am Hofe Herzog Heinrichs IV. von Breslau, der ihm die Pfarrei zu Brieg als Pfründe und eine Menge Dörfer als persönliches Besitztum verliehen hatte. Treu stand er in den langjährigen Kämpfen dieses Herzogs mit Bischof Thomas II. zu seinem Herrn und zog sich dadurch ebenfalls den Bann nicht nur des Breslauer Bischofs, sondern der römischen Kurie selbst zu. Wann der Kirchenbann wieder gelöst wurde, ist nicht überliefert.
Nach dem Tod Heinrichs IV. (1290) wandte sich Propst Bernhard an den Hof des jungen Königs Wenzel II. von Böhmen. Ohne ein bestimmtes Hofamt zu bekleiden, genoss Propst Bernhard so sehr das Vertrauen des Königs, dass er von diesem 1292 nach dem Tod König Rudolfs von Habsburg mit unglaublichem Pomp zur Königswahl nach Frankfurt gesandt wurde, um dort die Wahlstimme des Königreichs Böhmen abzugeben. Seiner diplomatischen Kunst gelang es, die allgemein erwartete Wahl Herzog Albrechts von Österreich zu hintertreiben, wie es König Wenzel gewünscht hatte, und stattdessen die Wahl Adolfs von Nassau zu bewirken.

## Bernhard als Bischof
1293 wurde Bernhard von Kamenz zum Bischof von Meißen gewählt. Es war keine leichte Aufgabe, die unter dem streitsüchtigen Vorgänger fast gänzlich zu Grunde gerichteten Finanzen des Bistums wieder zu heben und in dem bald darauf zwischen dem König Adolf von Nassau und dem Markgrafen Friedrich von Meißen ausbrechenden Krieg (1294) die Interessen des Bistums zu wahren.
Wenige Jahre später starb Bischof Bernhard am 12. Oktober 1296 in Meißen und wurde, wie er es gewünscht hatte, im Kloster Marienstern begraben. Bis heute wird sein Todestag dort alljährlich in feierlicher Weise begangen.